# Соберс, Грантли
Грантли Соберс (англ. Grantley Sobers, род. 16 мая 1937) — барбадосский тяжелоатлет. Участник летних Олимпийских игр 1960 года, бронзовый призёр Панамериканских игр 1959 года.

## Биография
Грантли Соберс родился 16 мая 1937 года.
В 1959 году стал бронзовым призёром Панамериканских игр в Чикаго, заняв 3-е место в легчайшей весовой категории (до 56 кг), подняв в сумме троеборья 295 кг (92,5 кг в рывке, 117,5 кг в толчке, 85 кг в жиме). За счёт большего собственного веса уступил Анхелю Фамильетти из Панамы и на 30 кг отстал от Чарльза Винчи из США.
В 1960 году вошёл в состав сборной Федерации Вест-Индии на летних Олимпийских играх в Риме. Выступал в легчайшей весовой категории (до 56 кг) и занял 10-е место, подняв в сумме троеборья 307,5 кг (97,5 кг в рывке, 120 кг в толчке, 90 кг в жиме) и уступив 37,5 кг завоевавшему золото Чарльзу Винчи.
Соберс и легкоатлет Джим Веддербёрн были единственными барбадосцами среди 13 членов сборной Федерации Вест-Индии на Олимпиаде.